# Linzistadion
Het Linzistadion is een multifunctioneel stadion in Linzi, een stad in de stadsprefectuur Zibo in China.
Het stadion wordt vooral gebruikt voor voetbalwedstrijden. Het stadion werd in 2010 gebruikt voor het Aziatisch kampioenschap voetbal onder 19. In het stadion is plaats voor 14.000 toeschouwers.